# Щецин-Погодно (станция электрички)
«Щецин-Погодно» — железнодорожная станция и планируемая пассажирская станция Щецинской метрополийной электрички. Расположится в округе Погодно, по котором и получила своё название. Открытие реконструированной станции запланировано на 2022 год.

## История
Немецкое название станции переводится как улица Кшековская (Stettin Kreckower Str., сегодня улица Мицкевича). Поэтому первым неправильным именем был Щецин-Кшеково. В то же время станция Щецин-Ленкно называлась Погодно. Названия этих станций были изменены год спустя. После того, как в 2002 году линия Щецин — Тжебеж была закрыта для пассажирских перевозок, через станцию проходят только грузовые поезда, а иногда и поезд с болельщиками (конечная станция), направляющийся на соседний городской стадион.

## Проектирование
В рамках модернизации станции Щецин-Погодно планируется реконструкцию платформы и строительство стоянок для велосипедов.